# Bureau des Finances de Rouen
Le bureau des Finances est un édifice situé sur la place de la Cathédrale de Rouen, dans le département français de la Seine-Maritime, en région Normandie.
En tant qu'exemples de l'architecture civile du style Louis XII des premières décennies du XVIe siècle, les façades et les toitures sont classées au titre des monuments historiques en 1926.
Par l'ampleur et la richesse de sa conception, il témoigne d'abord de la prospérité retrouvée de la ville de Rouen à la fin du XVe siècle, renouvelant alors un patrimoine municipal auparavant négligé.
Son architecture est à rapprocher de celle du Palais de Justice et de l'hôtel de Bourgtheroulde, contemporains.
Une première fois ravagé par un bombardement le 19 avril 1944, c'est le bombardement du 26 août, précédant la libération de la ville qui provoqua le plus de dégâts, anéantissant une partie des précieux décors de l'édifice.
Ancienne cour des aides puis bureau des finances, le bâtiment héberge depuis 1959 l'office de tourisme de la Métropole Rouen Normandie au no 26. Au no 27 se trouve « La Civette », un débit de tabac installé depuis au moins le XIXe siècle.

## Historique

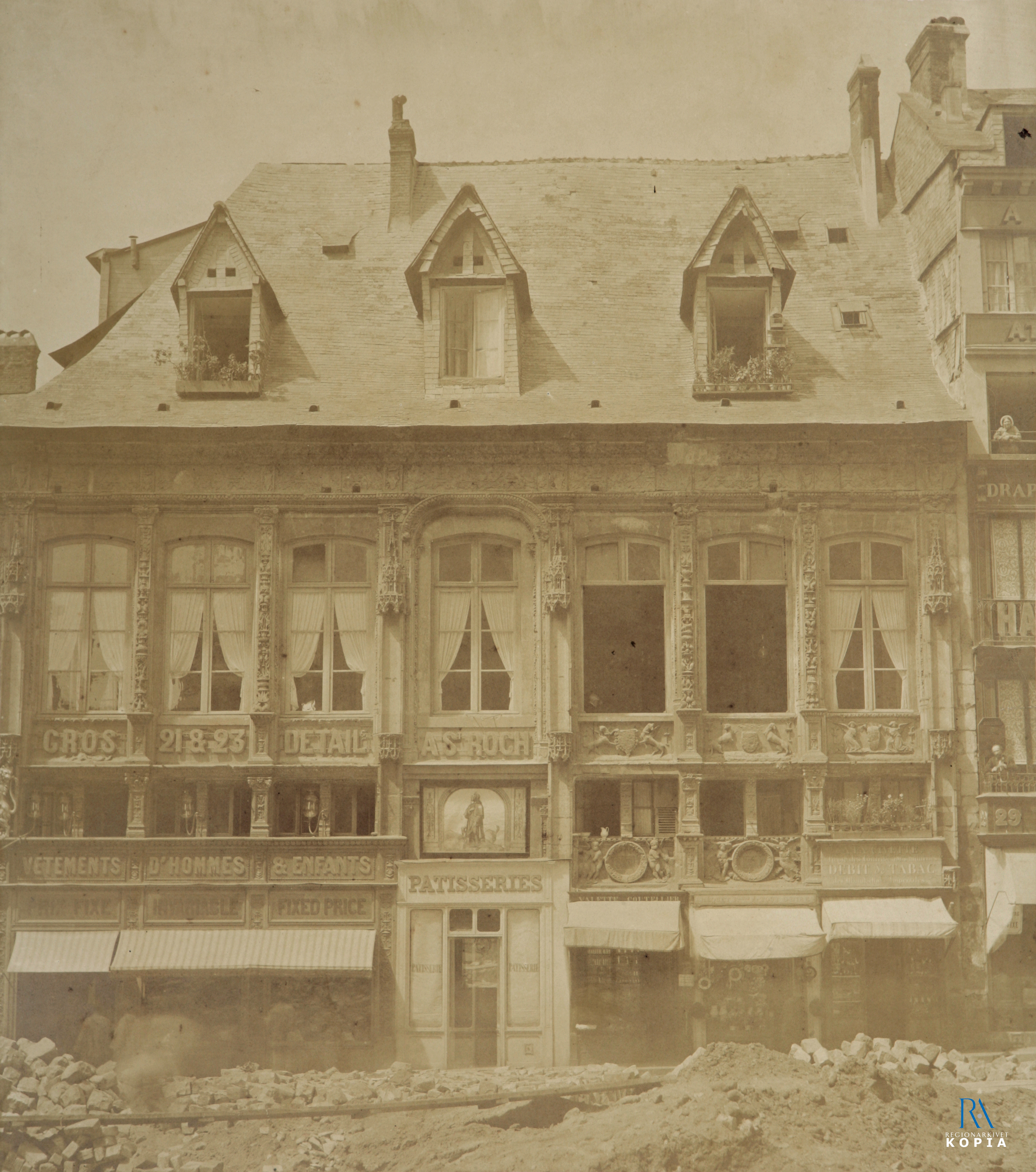
Le Bureau des Finances avait survécu presque intact aux bombardements allemands de la Première Guerre mondiale (vers 1915, ancienne collection de l'architecte suédois Victor von Gegerfelt).

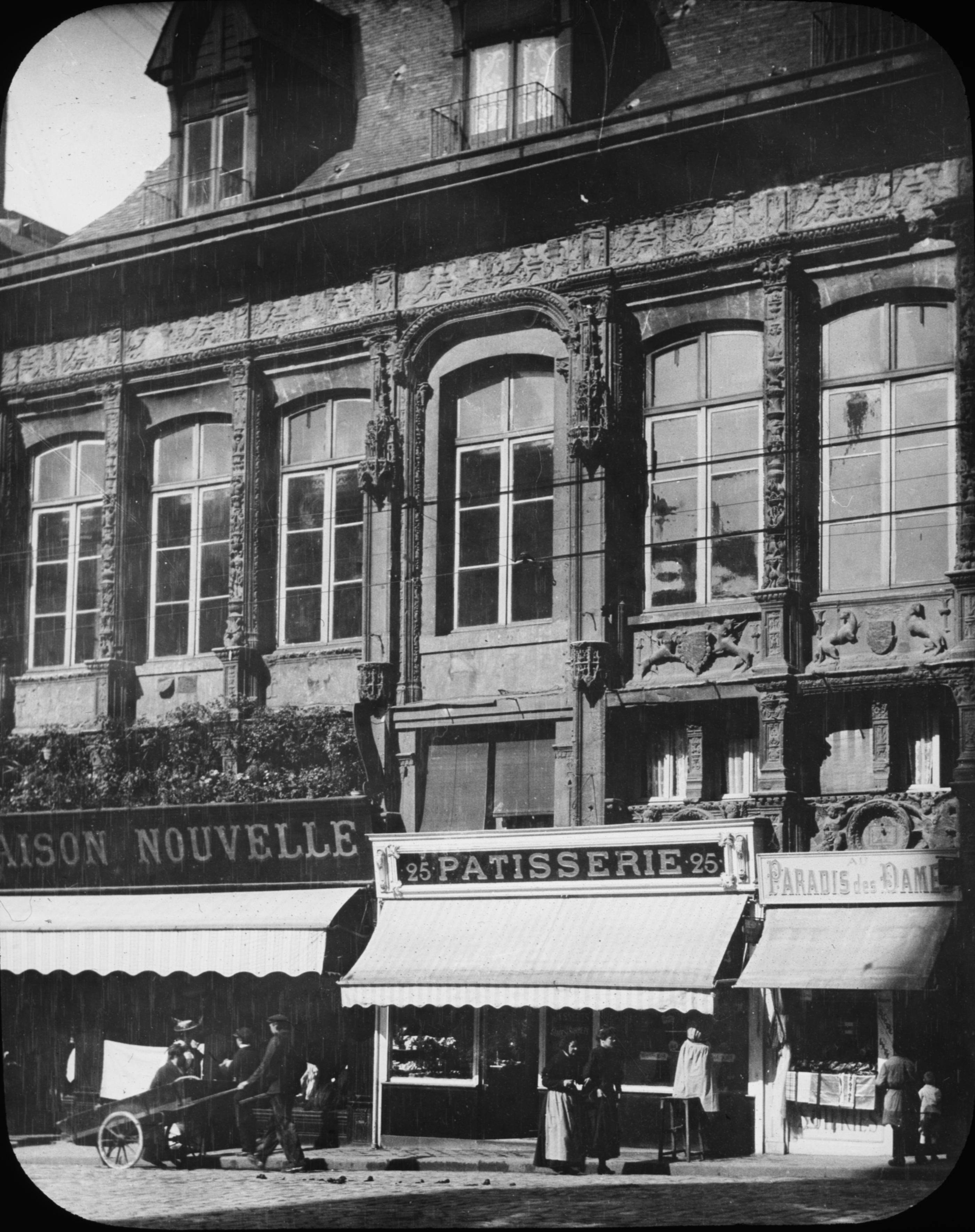
Photographie du Bureau des Finances en 1908.

C'est en 1509 que débutèrent sous l'impulsion du général des finances de Normandie, Thomas Bohier, les premiers travaux visant à la construction qui sera occupé par un bureau des finances.
Élevé dans la première moitié du XVIe siècle, sa réalisation en auraient été confiée à Rolland le Roux, maître d'œuvre particulièrement actif à Rouen à cette époque. Par ses relations avec le Cardinal d'Amboise, dont il réalisa le mausolée, l'architecte est au fait des dernières évolutions stylistiques du château de Gaillon (1506-1509) dont les innovations marqueront le chantier. Aujourd'hui encore, la très riche ornementation des façades restent le manifeste des évolutions tardives du style Louis XII où la structure, dans la continuité du style gothique flamboyant, reste française, seul le décor change et devient italien.
Depuis sa construction, l'édifice reçut de nombreuses affectations : au cours du temps, les fenêtres à meneaux, situées au premier étage de l'édifice, se sont alors vues remplacées progressivement par des baies classicisantes.
Longtemps hôtel des Généraux des Finances, siège de la cour des aides, il se trouve non loin de la Chambre des comptes de Normandie, située à l'autre extrémité du parvis de la cathédrale, dont les membres sont souvent opposés aux siens pour des questions de préséance. Les deux organismes finissent par être fondus en un seul, la Cour des comptes, aides et finances de Normandie, en 1705.
L'immeuble du Bureau des Finances change d'affectation à la suppression de cet organisme, à la Révolution, où il est converti en salle de spectacle. Tout au long du XIXe siècle, de nombreux commerces s'y succèdent (vêtements, pâtisserie).
Situé idéalement face à la cathédrale Notre-Dame, c’est du premier étage de ce bâtiment que le peintre impressionniste Claude Monet réalise une partie de la série des Cathédrales de Rouen dans les années 1890.
Au cours de la Première Guerre mondiale, en raison de son rôle industriel et portuaire, Rouen devient une cible intéressante pour l'armée allemande. En outre, une grande partie de la rive gauche a été transformée en un gigantesque camp britannique. Alors que la cathédrale de Rouen, à l'exemple de celle d'Amiens ou de Reims, est délibérément prise pour cible par les tirs allemands, le Bureau des Finances se trouve directement menacé. Contre toute attente, le bâtiment sortira de la Grande Guerre presque intact. Le pape Benoît XV, alerté à plusieurs reprises, charge le nonce apostolique de Munich d'intervenir auprès du gouvernement de Berlin pour « conjurer les périls qui menacent les cathédrales ». Réponse du chancelier de l’Empire, von Hertling, au nom de Guillaume II. « SM l'Empereur a donné l'ordre de respecter, à moins de nécessité militaire absolue" les cathédrales ».
Les façades et les toitures sont classées au titre des monuments historiques en 1926.
Il est restauré en décembre 1937.
Une première fois ravagé le 19 avril 1944 lors du bombardement dit de la « semaine rouge », c'est le bombardement du 26 août, précédant la libération de la ville, qui provoqua le plus de dégâts, anéantissant une partie des précieux décors de l'édifice.
Lors des restaurations qui furent réalisées après la Seconde Guerre mondiale, les Monuments historiques ne s'occupèrent que des murs extérieurs. Comme ce fut le cas pour la halle aux Toiles ou pour le Palais de justice, certaines parties de l'édifice furent reprises par une structure en béton armé qui ne sont alors plus porteuses : structurellement, elles s'apparentent désormais aux immeubles de la Reconstruction.
Depuis 1959, le Bureau des finances accueille un office de tourisme, attaché à la Métropole.

### Contexte: Les développements du style Louis XII à Rouen

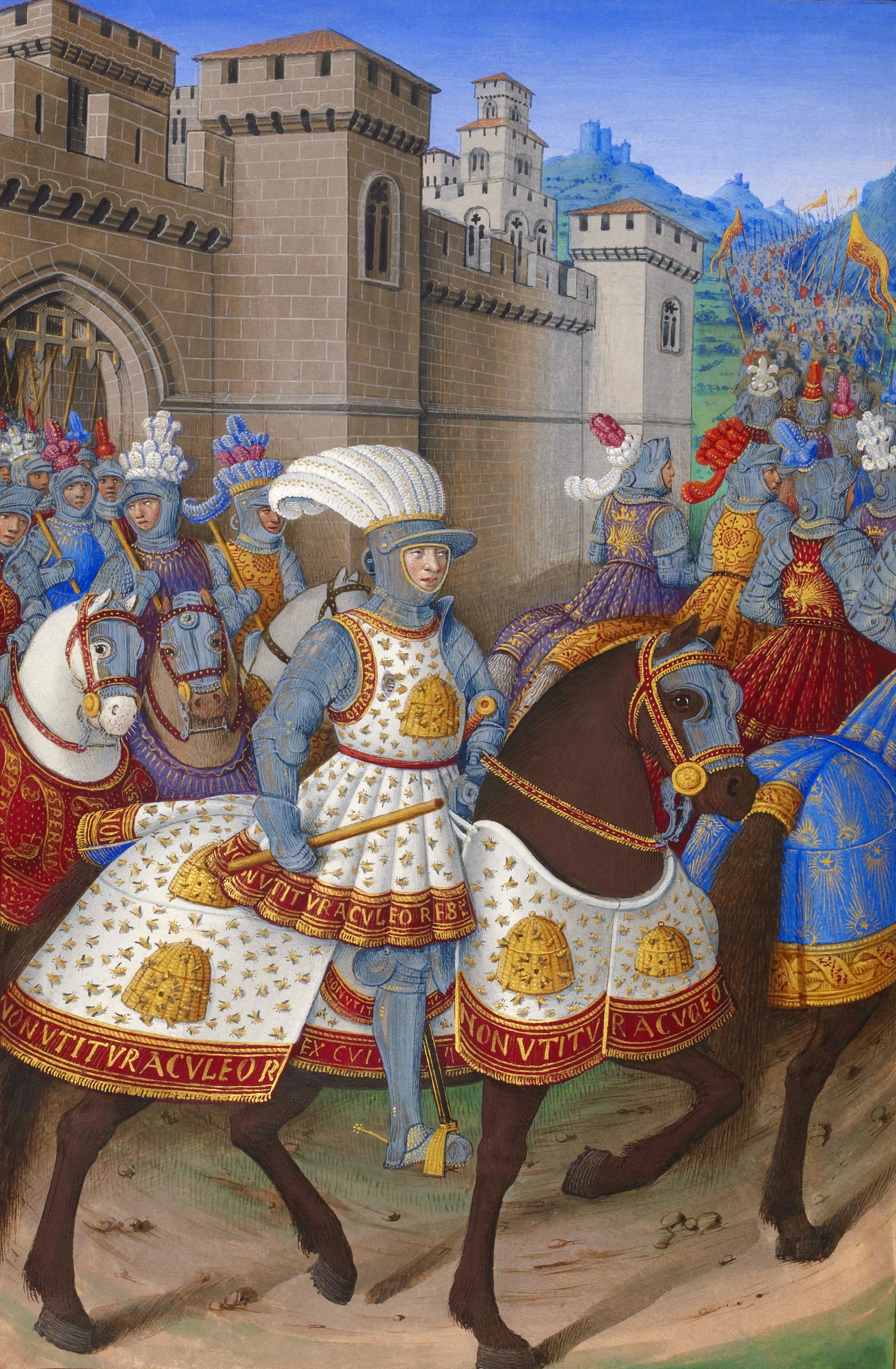
« Louis XII et ses troupes sortent d'Alexandrie pour affronter les Génois » par Jean Bourdichon (1508, folio 15v, Bnf).

Formant la transition entre l'art gothique et la Première Renaissance, le style Louis XII (1495-1515/1530) est le résultat des guerres d'Italie de Charles VIII et de Louis XII mettant alors la France en rapport direct avec la Renaissance artistique italienne. D'une façon générale, la structure reste française, seul le décor change et devient italien.
Dès 1495, une colonie d'artistes italiens est installée à Amboise et travaille en collaboration avec des maîtres maçons français. C'est pourquoi, cette date est généralement considérée comme étant le point de départ du nouveau mouvement artistique appelé, a posteriori style Louis XII.

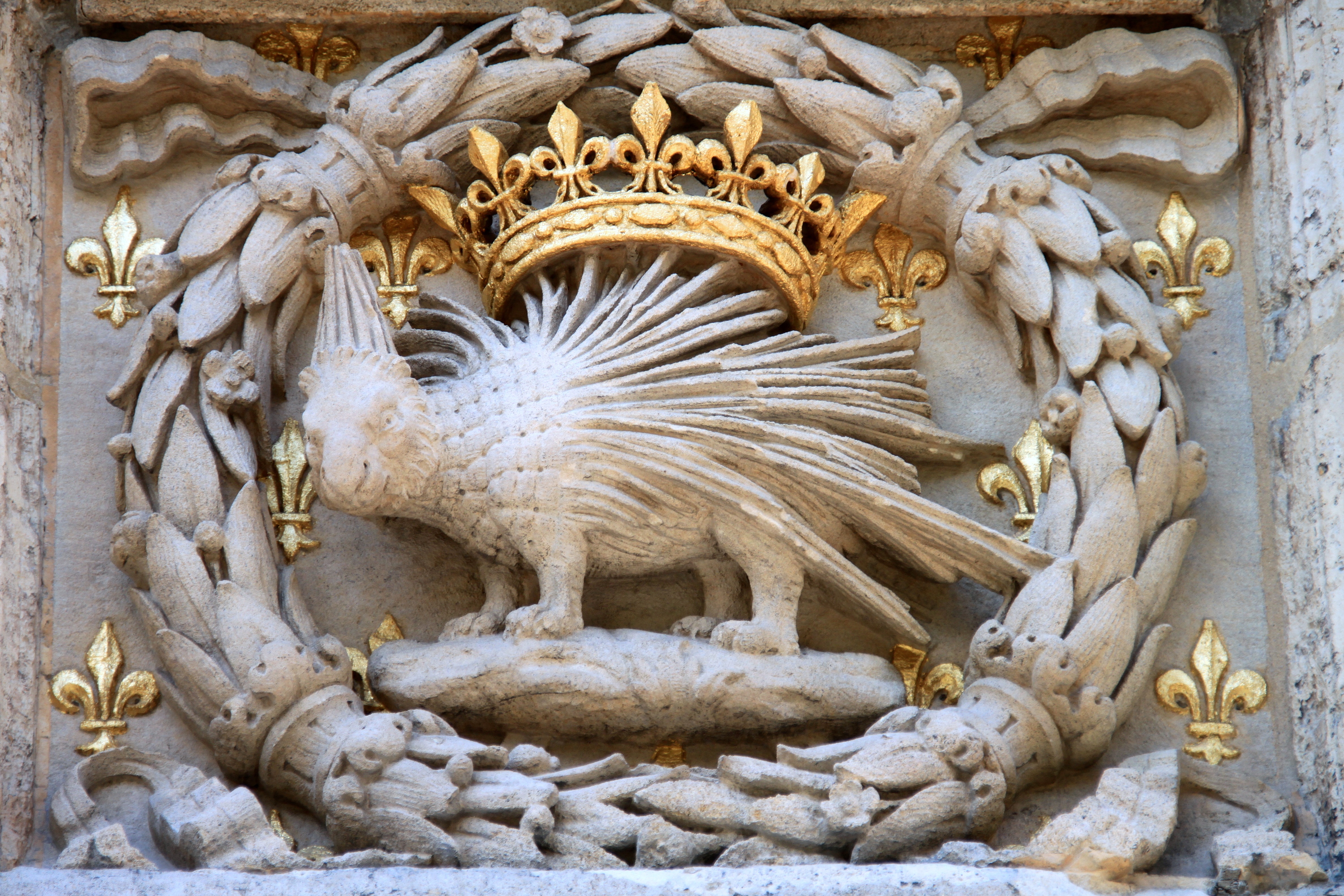
Le Porc-épic de Louis XII sur la façade de l'hôtel de Bourgtheroulde (vers 1501).

En 1508, la présence du roi à Rouen, établissant pour un temps sa résidence dans ce qui deviendra le Palais de Justice, amène cette toute nouvelle impulsion artistique dans la ville.
Les nouveautés initiées par Colin Biart et Catien Fordebraz sur l'aile Louis XII du château de Blois, celles de Jacques Sourdeau au château du Verger de Seiches-sur-le-Loir ainsi que d'autres réalisations contemporaines telles que l'hôtel de ville de Compiègne ou de Dreux, vont rapidement avoir une grande influence sur les chantiers de la ville notamment au palais de justice de Rouen : l'arc brisé en ogive est alors remplacé par l'arc en accolade ou arc en talon. Désormais, ce motif, apparu vers la fin du XIVe siècle couronne presque toujours les arcs surbaissés en forme d'anse de panier des façades. Parallèlement, l'influence italienne, amène une évolution dans la superposition nouvelle des ouvertures en travées, reliées entre-elles par des moulures aboutissant à une lucarne très ornée qui, organisant de façon plus régulière le rythme des façades, annonce le quadrillage des extérieurs sous la Première Renaissance. C'est pourquoi, tout en apparaissant encore pleinement dans l'esprit du gothique flamboyant, les lucarnes du palais de justice annoncent déjà clairement les réalisations du règne suivant, aussi bien par leurs étagements que par l'ordonnance et la stylisation des motifs de la balustrade qu'elles surmontent.
Marquant une nouvelle étape stylistique par rapport au Palais de Justice, l'aile ouest et le revers de la façade principale de l'hôtel de Bourgtheroulde conservent encore des éléments de l'art gothique flamboyant tels que les pinacles, les fenêtres à meneaux et l'arc en anse de panier mais se retrouvent déjà plaquées d'éléments italiens inédits pour l'époque médiévale : notamment sur les deux pilastres à rinceaux d'influence lombarde présents sur les lucarnes de l'aile ouest tandis que le portail sur cour se voit orné de deux médaillons à l'antique présentant des bustes de personnages,.
Sous l'influence de la construction du château de Gaillon, les évolutions ultimes du Style Louis XII, vouées aux expériences, s'observent particulièrement en Normandie. Répertoires d'italianismes, ce palais rempli de chefs-d'œuvre servit davantage d'exemple que le château de Blois de Louis XII qui surprenait moins.
Suivant cette mouvance, une nouvelle étape ornementale classicisante est alors franchie à Rouen sur la façade du Bureau des Finances. Signe des temps, la structure encore toute médiévale rythmée de fenêtres à meneaux, de dais et de pinacles gothiques en accolades et en contre courbes brisées, reçoit tout un placage de pilastres lombards inspirés de la chartreusse de Pavie qu'accompagnent les copies presque parfaites de sarcophages romains à putti ailés remis à la mode au XVe s par Luca della Robbia et Donatello aux cantoria de la cathédrale de Florence,.
Incarné par le Bureau des finances, ce dernier exemple commande l'avenir : bien que les références à la Renaissance italienne restent prépondérantes, elles s'effacent déjà devant les exemples pris directement du monde romain, préfigurant l'affirmation d'un style "national" français dès le milieu du XVIe siècle.

### Architecture

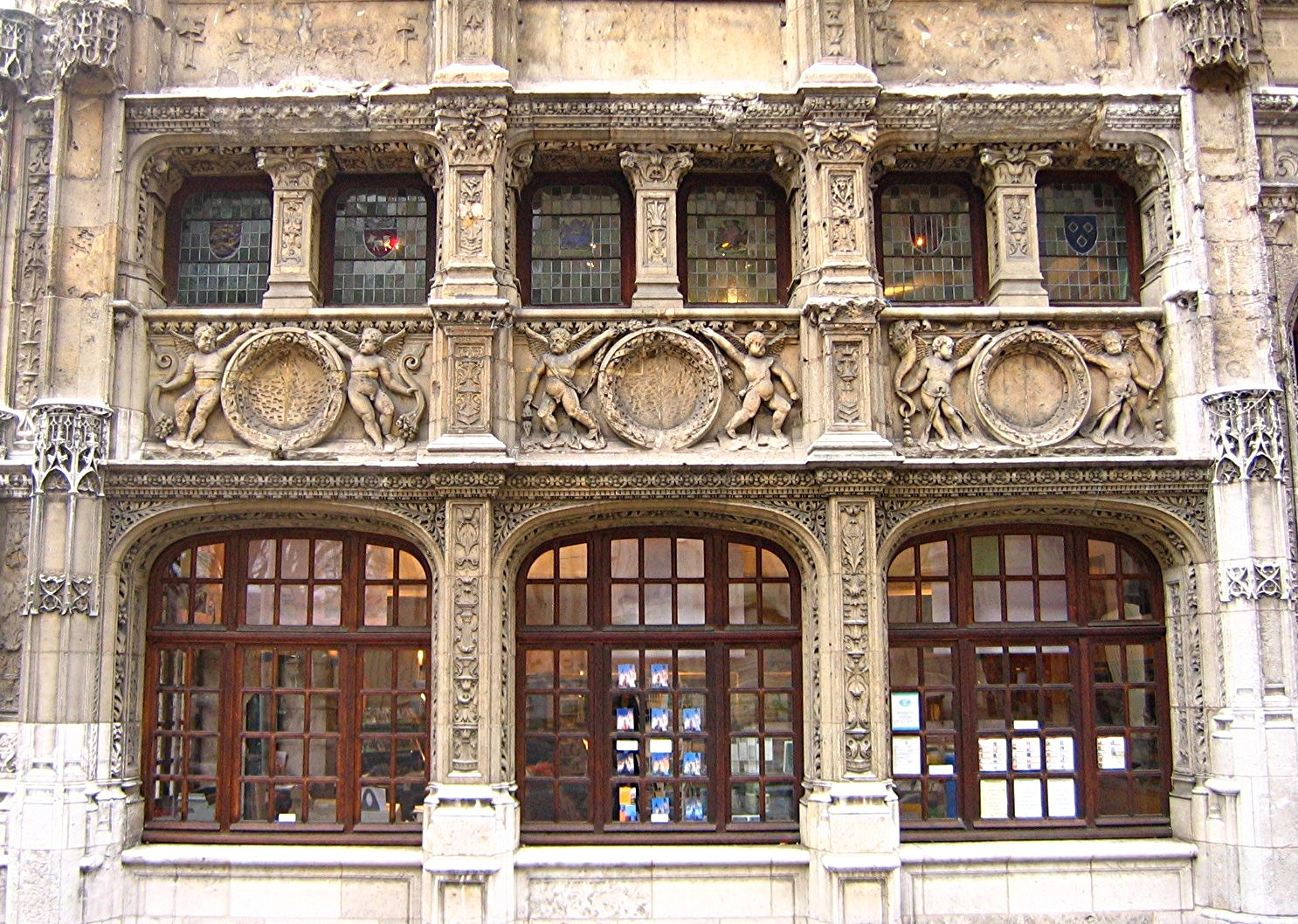
La façade du Bureau des finances de Rouen (1509) reste un manifeste tardif du Style Louis XII.

Le bureau des finances de Rouen possède deux façades : l’une sur le parvis de la Cathédrale Notre Dame, l’autre, moins connue, sur la rue du Petit-Salut. Leur réalisation en aurait été confiée au maître d'œuvre Rolland le Roux.
Marquant une nouvelle étape stylistique par rapport au Palais de Justice de Rouen et à l'hôtel de Bourgtheroulde, l'édifice témoigne de la transition entre l'art gothique et la Première Renaissance. Ces deux façades sont d'ailleurs caractéristiques de la phase finale du style Louis XII, où l'on trouve mêlés le porc-épic de Louis XII et la salamandre de François Ier.
Comme sur l'aile Louis XII du château de Blois contemporain, l'arc brisé en ogive a été remplacé par l'arc surbaissé en forme d'anse de panier tandis que l'élargissement des fenêtres, déjà observé au Palais de Justice, véhicule une notion de luxe dont l'abondance participe à la féerie de l'édifice. Déjà à la fin du XIVe siècle, cette propriété quasi-magique du palais largement ouvert était apparue lorsque Guillebert de Mets évoquait la fastueuse demeure parisienne de Jacques Ducy, alors clerc à la Chambre des Comptes. Outre l’entrée de la clarté, ces ouvertures élargies permettent désormais une aération plus importante des pièces dans un souci nouveau d'hygiène de vie tandis que sous l'influence italienne, la superposition des fenêtres en travées reliées entre-elles par des moulures organise de façon plus régulière le rythme des façades,, annonçant ainsi le quadrillage des extérieurs de la Première Renaissance.

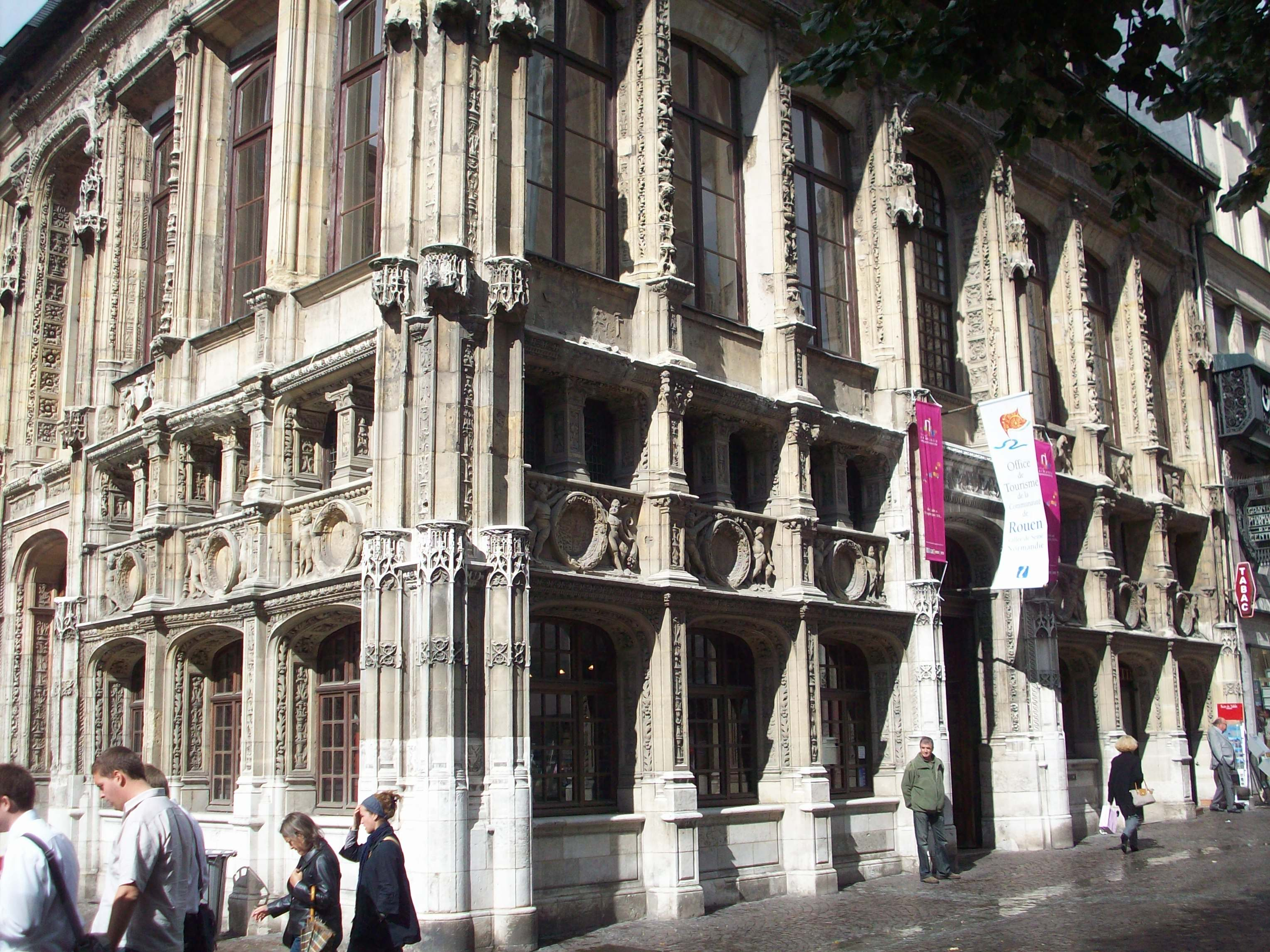
Si l'on ne cherche jamais à reproduire les bâtiments italiens, le processus transitoire du Style Louis XII, impose peu à peu les formes de la Première Renaissance, diluant alors progressivement les formes gothiques dans le decorum italien.

Typique des nouveautés de l'époque, des loggias s'ouvrent au centre des façades du bureau des finances afin de mieux éclairer les grandes salles du premier étage (château d'Ainay-le-Vieil et aile Louis XII du château de Blois). Bien qu'elles aient été altérées par la suite, elles n'en demeurent pas moins, encore aujourd'hui, comme un lointain reflet des innovations de Bramante dans la cour Saint-Damase du Vatican alors que les quelques gallicismes (arcs en anse de panier, festons etc.) témoignent d'un nouvel art décoratif où la structure reste profondément gothique : ces nouvelles dispositions s'épanouiront pleinement au cours de la Première Renaissance sur l'aile des loges du château de Blois.
C'est ainsi que cette riche période, vouée aux expériences, montre comment le style Louis XII, déjà développé à Rouen, au Palais de Justice puis à l'hôtel de Bourgtheroulde, évolue ici de manière plus marquée sous l'influence de la construction du château de Gaillon (1506-1509) suivie de près par les innovations spectaculaires de Florimond Robertet au Château de Bury (1511 et 1524, détruit en 1642). Répertoires d'italianismes et palais remplis de chefs-d'œuvre, ils servirent davantage d'exemple que le château de Blois de Louis XII qui surprenait moins. Si l'on ne cherche jamais à reproduire les bâtiments italiens, le processus transitoire du Style Louis XII, impose progressivement, ici encore, les formes de la Première Renaissance, diluant alors progressivement les éléments gothiques dans le decorum italien.
Suivant cette mouvance, une nouvelle étape ornementale classicisante est franchie sur la façade du Bureau des Finances : La structure encore toute médiévale rythmée de fenêtres à meneaux (disparues au XVIIIe s), de dais et de pinacles gothiques en accolades et en contre courbes brisées, reçoit de manière inédite tout un placage de pilastres lombards inspirés de la chartreusse de Pavie qu'accompagnent les copies presque parfaites de sarcophages romains à putti ailés, remis à la mode dès le début du XVe s par Luca della Robbia et Donatello aux cantoria de la cathédrale de Florence. C'est ce dernier exemple qui commande l'avenir : Bien que les références à la Renaissance italienne restent prépodérantes, elles s'effacent déjà devant les exemples pris directement du monde romain, préfigurant l'affirmation d'un style "national" français dès le milieu du XVIe siècle.
Si l'on peut rapprocher l'architecture du bureau des Finances à celle des tours d'escaliers ajoutées à la même époque au château de Montsoreau ou de Puyguilhem, elles n'en annoncent pas moins les façades réalisées pour l'oncle de la duchesse d'Étampes au château de Sarcus (1520/23, détruit en 1833) où, tel un dernier souvenir du Moyen Âge, les pilastres viennent par leur gables flambloyants rappeler une dernière fois le répertoire médiéval.
C'est grâce à ces conceptions avant-gardistes développées au château de Gaillon ou sur les façades du bureau des Finances de Rouen, que la Normandie s'imposa soudain comme la rivale de la Touraine. C'est pourtant cette dernière qui finira par s'affirmer en véritable carrefour des modernités, d'où rayonnera dès 1515 le style nouveau de la Première Renaissance.

## Pour approfondir

### Sources et bibliographie
- Léon Palustre (dir.), L'architecture de la Renaissance, Paris, 7 rue Saint-Benoît, ancienne maison Quentin, Libraires-Imprimerie réunies, 1892  (ISBN 9781508701187)
- Jules Adeline, Le Bureau des Finances, in La Normandie monumentale et pittoresque, Seine-Inférieure, Le Havre, Lemale et Cie, imprimeurs, éditeurs, 1893, p. 21-24.
- Robert Ducher (photogr. Pierre Devinoy), Caractéristiques des styles, Paris, Flammarion Éditeur, 1963, 410 p.   (ISBN 9782080113597)
- Paul Rouaix, Histoire des beaux arts Moyen Âge renaissance, Paris, Librairie Renouard, Henri Laurens, 1906, 194 p.
- Eugène Viollet-le-Duc, Dictionnaire raisonné de l’architecture française du XIe au XVIe siècle, t. 1, Paris, rue Mignon, Imprimerie de E. Martinet, 1854-1868  (ISBN 9783849135973)
- Actes du premier colloque international de l'association verre et histoire Paris-La Défense/ Versailles, 13-15 octobre 2005. Intervention de Sophie Lagabrielle, conservateur en chef, Musée du Moyen Âge, Paris.
- Jean-Pierre Babelon, Châteaux de France au siècle de la Renaissance, Paris, Flammarion / Picard, 1989/1991, 840 p. , 32 cm  (ISBN 978-2080120625)